# Jollas puntalara
Jollas puntalara là một loài nhện trong họ Salticidae.
Loài này thuộc chi Jollas. Jollas puntalara được María Elena Galiano miêu tả năm 1991.